# Campyloneurum
Campyloneurum es un género de helechos perteneciente a la familia Polypodiaceae. Es originario de los Neotrópicos.

## Descripción
Son plantas con hábitos de epífitas u ocasionalmente rupícolas o terrestres; con rizoma corto a largamente rastrero, escamas a menudo clatradas, concoloras, cafés, márgenes enteros; hojas monomorfas, mayormente articuladas (por lo general no articuladas en C. anetioides) sobre filopodios; lámina simple, atenuada hacia ambos extremos, margen entero, generalmente glabra, a veces pubérula; nervios areolados, 1 o muchas hileras de aréolas formadas por los nervios segundarios que cruzan los nervios primarios (a menudo casi perfectamente paralelos entre sí) perpendicularmente, dentro de estas aréolas los nérvulos a su vez se anastomosan formando aréolas secundarias o quedando libres; soros en los extremos de los nérvulos libres, paráfisis ausentes, esporangios glabros, esporas monoletas, verrugadas con depósitos esféricos.

## Taxonomía
Campyloneurum fue descrito por Karel Presl y publicado en Tentamen Pteridographiae 189. 1836. La especie tipo es: Campyloneurum repens (Aubl.) C. Presl.

## Especies aceptadas
A continuación se brinda un listado de las especies del género Campyloneurum aceptadas hasta noviembre de 2014, ordenadas alfabéticamente. Para cada una se indica el nombre binomial seguido del autor, abreviado según las convenciones y usos.	
- Campyloneurum abruptum (Lindm.) B.Léon
- Campyloneurum aglaolepis (Alston) Sota
- Campyloneurum amphostemon (Kunze ex Klotzsch) Fée
- Campyloneurum anetioides (Christ) R. M. Tryon & A.F.Tryon
- Campyloneurum angustifolium (Sw.) Fée
- Campyloneurum angustipaleatum (Alston) M. Mey. ex Lellinger
- Campyloneurum aphanophlebium (Kunze) T. Moore
- Campyloneurum asplundii (C. Chr. in Asplund) Ching
- Campyloneurum austrobrasilianum (Alston) Sota
- Campyloneurum brevifolium (Lodd. ex Link) Link
- Campyloneurum centrobrasilianum  Lellinger
- Campyloneurum chlorolepis Alston
- Campyloneurum coarctatum (Kunze) Fée
- Campyloneurum cochense (Hieron.) Ching
- Campyloneurum costatum (Kunze) C. Presl
- Campyloneurum decurrens Presl
- Campyloneurum densifolium (Hieron.) Lellinger
- Campyloneurum falcoideum (Kuhn ex Hieron.) M. Mey. ex Lellinger
- Campyloneurum fasciale (Humb. & Bonpl. ex Willd.) C. Presl
- Campyloneurum fuscosquamatum Lellinger
- Campyloneurum herbaceum (Christ in Schwacke) Ching
- Campyloneurum inflatum M.Mey. ex Lellinger
- Campyloneurum lapathifolium (Poir. in Lam.) Ching
- Campyloneurum lorentzii (Hieron.) Ching
- Campyloneurum magnificum Moore
- Campyloneurum major (Hieron. ex Hicken) Lellinger
- Campyloneurum nitidissimum (Mett. in Triana & Planch.) Ching
- Campyloneurum oellgaardii B.León
- Campyloneurum ophiocaulon (Kl.) Fée
- Campyloneurum oxypholis (Maxon) Ching
- Campyloneurum pascoense R. M. Tryon & A.F.Tryon
- Campyloneurum phyllitidis (L.) Presl
- Campyloneurum repens (Aubl.) C. Presl
- Campyloneurum rigidum J. Sm.
- Campyloneurum solutum Fée
- Campyloneurum sphenodes (Kunze ex Klotzsch) Fée
- Campyloneurum sublucidum (Christ) Ching
- Campyloneurum tenuipes Maxon
- Campyloneurum tucumanense (Hieron.) Ching
- Campyloneurum vexatum (D.C. Eat.) Ching
- Campyloneurum vulpinum (Lindm.) Ching
- Campyloneurum wacketii Lellinger
- Campyloneurum wurdackii B.León
- Campyloneurum xalapense Fée